# De revolutionibus orbium coelestium

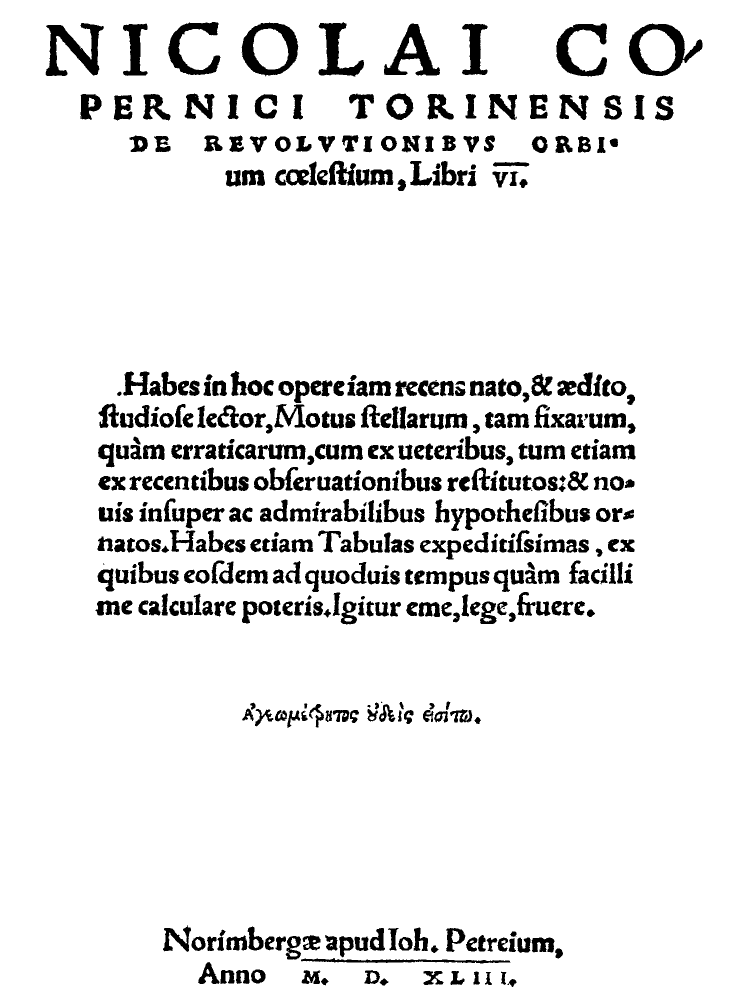
Originalausgabe, Johannes Petreius, Nürnberg 1543

De revolutionibus orbium coelestium (lateinisch für Über die Umlaufbahnen der Himmelssphären) ist das Hauptwerk von Nikolaus Kopernikus, das 1543 in Nürnberg erstmals gedruckt wurde. Er beschrieb darin ein mathematisch-naturphilosophisches Modell, gemäß dem sich die Planeten einschließlich der Erde um die Sonne bewegen und die Erde sich um ihre eigene Achse dreht. Das Werk gehört zu den Meilensteinen der Astronomie der Neuzeit. Es ist ein Schlüsselwerk der kopernikanischen Wende.

## Entstehungsgeschichte
Kopernikus hatte seine Vorstellungen bereits um 1509 mit dem Commentariolus einem kleinen Kreis zugänglich gemacht. Er schrieb darin, dass die mathematischen Einzelheiten noch ausgearbeitet werden müssten.
Um 1512 stellte Papst Leo X. die allfällige Kalenderreform zur Diskussion. Da die mittlere Länge eines Jahres im julianischen Kalender nicht genau der eines Sonnenjahres entsprochen hatte, hatte sich das Datum der Wintersonnenwende im Laufe der Jahrhunderte um zehn Tage verschoben. Der Frauenburger Domherr Nikolaus Kopernikus äußerte hierzu, dass zuerst die astronomische Theorie berichtigt werden müsse, ehe man sich der Frage der Kalenderreform zuwenden könne.
Das Manuskript von De revolutionibus hielt Kopernikus lange zurück. Es wird vermutet, dass er entweder fürchtete, sich mit einer derart absurden Theorie lächerlich zu machen, oder dass er der Auffassung war, es sei nicht opportun, solche Geheimnisse zu enthüllen. Johannes Schöner und Johannes Petreius beauftragten 1538 Georg Joachim Rheticus, der sich zu einem Studienaufenthalt in Nürnberg befand, Kopernikus in Frauenburg aufzusuchen und ihn zu überreden, sein Werk drucken zu lassen. Rheticus hielt sich von 1539 bis 1541 bei Kopernikus auf. 1540 gab er in der Narratio Prima die Ideen von Kopernikus vorab bekannt. Schließlich gelang es ihm, Kopernikus zum Druck und damit zur Veröffentlichung von De revolutionibus zu überreden.
Andreas Osiander, dem Rheticus bei seiner Abreise aus Nürnberg die Verantwortung für das Buch übertragen hatte, fügte dem Manuskript ein anonymes Vorwort hinzu, wonach die heliozentrische Weltsicht weder wahr noch plausibel sein müsse, sondern lediglich den Nutzen habe, astronomische Berechnungen zu vereinfachen. Dem Kopernikus-Biografen Hermann Kesten zufolge erlitt dieser, als er der Entstellung seines Werkes gewahr wurde, einen Schlaganfall, von dem er sich nicht mehr erholte; eine an den Rat der Stadt Nürnberg gerichtete Beschwerde gegen den Verleger Petreius wurde abgewiesen. Johannes Kepler entlarvte Osianders „Fälschung“ anhand von Notizen im Exemplar des Nürnberger Astronomen Hieronymus Schreiber. Nachdem dieser 1547 in Paris verstorben war, war das Buch über Michael Mästlin zu Kepler gelangt.
Die ersten beiden Ausgaben hatten eine Auflage von 400 bis 500 Exemplaren, von denen noch etwa 258 bzw. 290 erhalten sind.
Nach der Erstauflage 1543 in Nürnberg durch Johannes Petreius wurde 1566 in Basel von Sebastian Henricpetri, einem Verwandten Petreius', eine wenig veränderte zweite Auflage gedruckt. Eine erste deutsche Übersetzung fertigte Nicolaus Reimers (Raimarus Ursus) 1587 in Kassel für den Instrumentenbauer Jost Bürgi an, die als sogenannte Grazer Handschrift erhalten ist. Auch Brahe und Kepler kannten diese. 1617 wurde in Amsterdam von Nicolaus Mulerius eine dritte Auflage herausgegeben.

## Inhalt

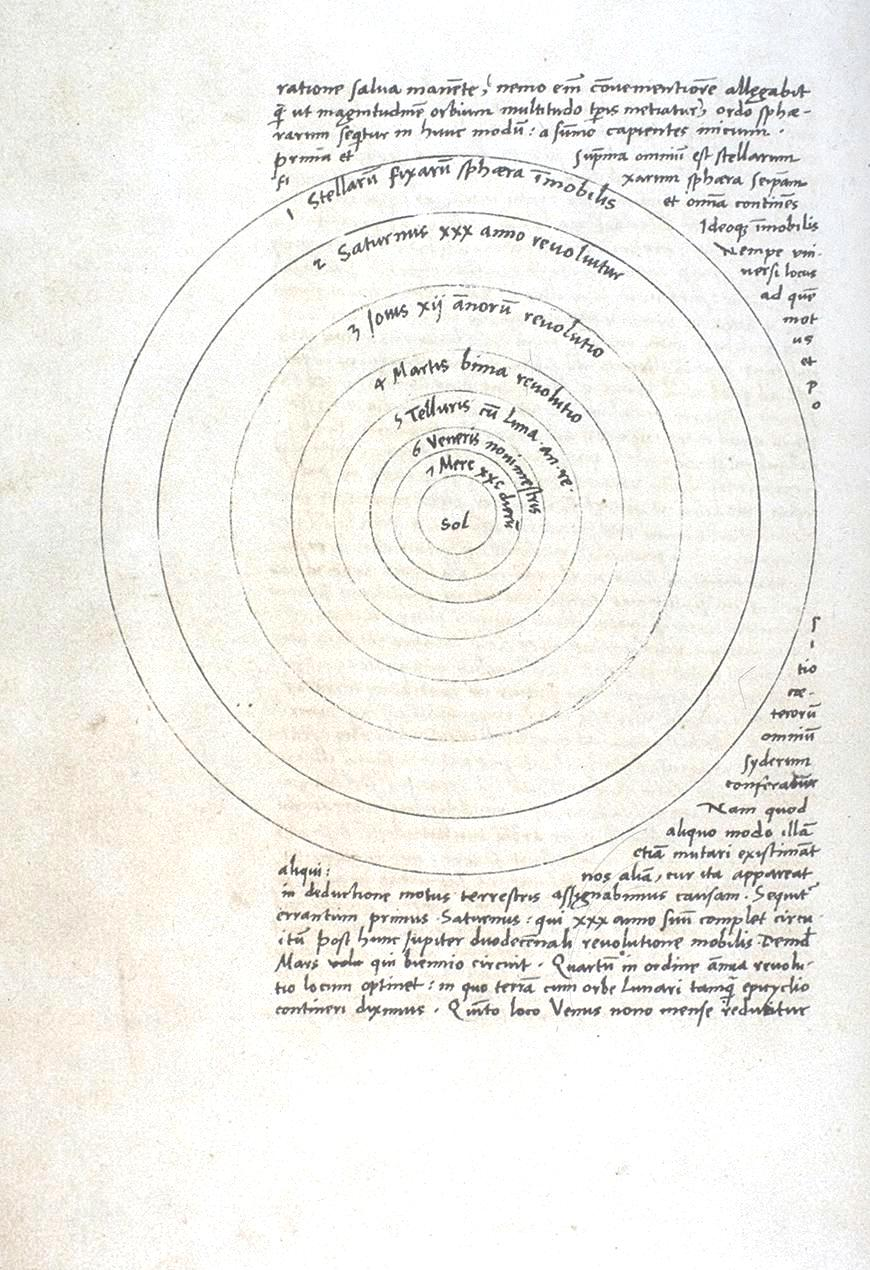
Seite aus dem Manuskript

Kopernikus schrieb De revolutionibus orbium coelestium ausdrücklich nicht für einen allgemeinen Gelehrtenkreis, sondern ausschließlich für Mathematiker und Astronomen. Ein Zitat aus seinem Werk lautet „Astronomie wird für Astronomen geschrieben“, und auf dem Titelblatt steht in Griechisch das angebliche Motto der platonischen Akademie Ἀγεωμέτρητος μηδεὶς εἰσίτω. (Ageōmétrētos mēdeìs eisítō), das heißt: „Ohne Kenntnis der Geometrie soll keiner eintreten.“
Damals war man der Auffassung, dass sich die Planeten und die Sonne auf Kugelschalen befanden, die sich um die Erde drehten. Kopernikus fand heraus, dass die Annahme, dass sich die Planeten einschließlich der Erde auf Kugelschalen befinden, die sich um die Sonne drehen, ein einfacheres Verständnis der beobachteten Planetenpositionen erlaubt.
Dieses Modell ermöglicht ein unmittelbares Verständnis der retrograden Planetenbewegung und der Tatsache, dass sich Merkur und Venus nie weiter als bis zu einem Winkelabstand von 28° bzw. 48° von der Sonne entfernen. Es erfordert die Annahme, dass die Erde eine Kugel ist, die sich einmal am Tag um ihre Achse dreht.
Das Papst Paul III. gewidmete Werk besteht aus sechs Teilen.
Im ersten Teil umreißt er das heliozentrische Weltbild in groben Zügen und modifiziert die aristotelische Naturphilosophie an den Stellen, an denen sie im Widerspruch zu diesem steht.
Laut Kopernikus besteht das Universum aus acht konzentrischen Kugelschalen („Sphären“), in deren Mittelpunkt sich bewegungslos die Sonne befindet. Die äußerste Schale ist ebenfalls bewegungslos und enthält die Fixsterne. Die Planetensphären sind in der Reihenfolge Merkur, Venus, Erde, Mars, Jupiter, Saturn um die Sonne herum angeordnet. Der Mond umkreist die Erde und die scheinbare Bewegung der Himmelskörper um die Erde entsteht in Wirklichkeit durch eine Drehung der Erde um ihre eigene Achse.
Dass Gegenstände zur Erde hin fallen, führte Kopernikus darauf zurück, dass sich Materieteilchen natürlicherweise zu Körpern verbinden.
Dass keine Sternenparallaxe bekannt war, erklärte Kopernikus damit, dass die Fixsterne sich in einem mindestens zwanzigfach größeren Abstand von der Erde befänden, als man bisher angenommen habe. Was Kopernikus aber nicht erklären konnte, war der Umstand, dass fallende Körper von der sich drehenden und bewegenden Erde offensichtlich nicht zurückgelassen werden.
In den übrigen fünf Teilen formuliert Kopernikus die mathematischen Berechnungsmethoden, die sich aus der Annahme des Heliozentrismus ergeben. Die Abweichungen der beobachteten Planetenbahnen von den Kreisbahnen berücksichtigt Kopernikus durch Hilfskreise und Exzentrizitäten wie Ptolemäus in seinem Almagest. So steht die Sonne laut Kopernikus nicht genau in der Mitte der Kreise, sondern leicht versetzt. Insgesamt ist sein in den Bänden zwei bis sechs dargelegter Formalismus derart komplex, dass von einer Vereinfachung gegenüber Ptolemäus nicht gesprochen werden kann.
Der zweite Teil stellt einen Grundlagenabschnitt dar, der die Prinzipien der sphärischen Astronomie beschreibt und eine Sternliste enthält. Der dritte Teil beschäftigt sich mit den scheinbaren Bewegungen der Sonne, der vierte mit denen des Mondes. Die beiden letzten Teile schließlich behandeln die Planetenbewegungen.
Das Werk ist in mittelalterlicher Tradition auch von Magie und Mystik durchdrungen. Folgendes Zitat wird häufig wiedergegeben:

„In der Mitte von allen aber hat die Sonne ihren Sitz. Denn wer möchte sie in diesem herrlichen Tempel als Leuchte an einen anderen oder gar besseren Ort stellen als dorthin, von wo aus sie das Ganze zugleich beleuchten kann? Nennen doch einige sie ganz passend die Leuchte der Welt, andere den Weltengeist, wieder andere ihren Lenker, Trismegistos nennt sie den sichtbaren Gott, die Elektra des Sophokles den Allessehenden. So lenkt die Sonne gleichsam auf königlichem Thron sitzend, in der Tat die sie umkreisende Familie der Gestirne. […] Indessen empfängt die Erde von der Sonne und wird mit jährlicher Frucht gesegnet.“

## Rezeption

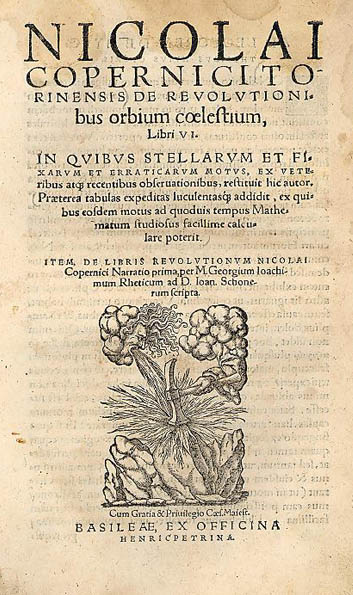
Zweite Auflage, Basel 1566

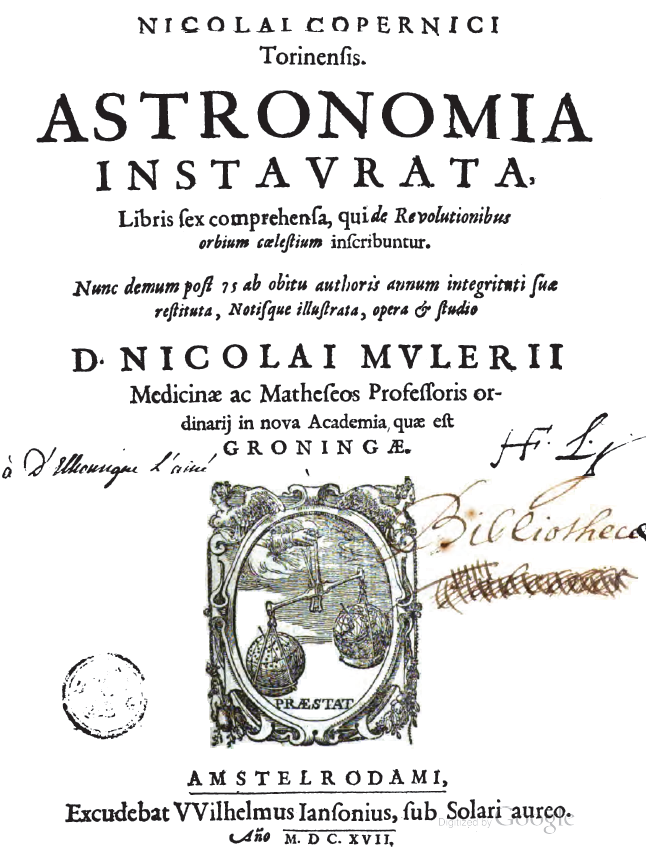
Dritte Auflage, Nicolaus Mulerius, Amsterdam 1617

### Zeitgenössische Rezeption
Man vermutet, dass Kopernikus befürchtete, wegen seiner Theorie verspottet zu werden und an Ansehen zu verlieren, und dass er deshalb mit der Veröffentlichung so lange wartete. Man macht diese Vermutung unter anderem an folgendem Zitat fest:

„Wenn es auch leere Schwätzer geben wird, die, obwohl sie jeglicher Mathematik unkundig sind, sich dennoch ein Urteil über diese anmaßen, wegen irgendeiner, zu ihrem Zweck übel verdrehte Stelle der Heiligen Schrift wagen sollten, dieses mein Vorhaben zu tadeln und zu verunglimpfen, so mache ich mir nichts aus ihnen, sondern werde vielmehr ihr Urteil als schändlich verachten. Es ist ja nicht unbekannt, dass Laktanz, in anderer Hinsicht ein berühmter Schriftsteller, aber ein nicht sonderlicher Mathematiker, geradezu kindisch über die Form der Erde spricht, wenn er diejenigen verspottet, die gelehrt haben, dass die Erde eine Kugelgestalt besitze. Deshalb braucht es Gebildete nicht verwundern, wenn sich  solche Leute auch über uns lustigmachen werden. Mathematik wird für Mathematiker geschrieben …“

Mit der tatsächlichen Wirkungsgeschichte hat sich Owen Gingerich ausführlich beschäftigt.
In Gelehrtenkreisen wurde das Buch mit Interesse aufgenommen und die neue Sichtweise fand zahlreiche Anhänger. Erasmus Reinhold verwendete die von Kopernikus angegebenen Berechnungsverfahren, um die Prutenischen Tafeln zu erstellen, die viel zur Anerkennung Kopernikus’ als Astronom beitrugen, da sie vielfach etwas genauer waren als die veralteten Alfonsinischen Tafeln. Für die Zeitgenossen zeigte sich das insbesondere an Ephemeriden, die aus diesen Tafeln berechnet wurden und die wichtig für astrologische Vorhersagen waren. Sie wurden sowohl in die gregorianische Kalenderreform 1582, bei der Christoph Clavius federführend war und bei der speziell Kopernikus’ Bestimmung der Jahreslänge wichtig war, als auch von Seefahrern verwendet. Tycho Brahe und Johannes Kepler entwickelten das kopernikanische Weltbild weiter. Seit Keplers Entdeckungen war De revolutionibus als Grundlage für neue astronomische Forschungen überholt.
Theologen verwarfen das neue Weltbild, da es an einigen Stellen im Widerspruch zur Bibel stehe. In diesem Zusammenhang wird gerne eine Tischrede von Martin Luther zitiert, der Kopernikus nach einer gängigen Übersetzung als „Narren“ bezeichnete, der eine absurde Vorstellung von der Bewegung der Erde behaupte, der die Bibelstelle Josua 10, 12-13 entgegenstünde.
Luther interessierte sich aber kaum für Kopernikus und dessen Ansichten, im Gegensatz zu seinem Mitstreiter Philipp Melanchthon, der an Astronomie wegen ihrer Bedeutung für die Astrologie interessiert war. Bei erster Kenntnisnahme der Kopernikanischen Lehre wünschte er sich ein Einschreiten der Obrigkeit gegen diese „Zügellosigkeit der Geister“, schwächte seine Kritik aber später ab. Er unterhielt zum Beispiel weiter gute Beziehungen zu seinem Schüler Rheticus und auch Erasmus Reinholds Prutenische Tafeln entstanden in Wittenberg, wo Reinhold Professor war. Wegen der Ablehnung der Interpretation, nicht aber der mathematischen Arbeit von Kopernikus, in den Wittenberger protestantischen Kreisen sprach der Wissenschaftshistoriker Robert Westman auch von einer „Wittenberger instrumentalistischen Interpretation“ der Kopernikanischen Lehre. Der protestantische Pfarrer Osiander, ein Vertrauter von Melanchthon, der den Druck des Buches in Nürnberg überwachte, sah sich deshalb auch veranlasst, in diesem Sinn ein anonymes, allerdings deutlich als nicht vom Autor stammend erkennbares Vorwort einzufügen. Kopernikus’ Vertrauter Tiedemann Giese beschwerte sich 1543 in Briefen an Petreius und Rheticus über diesen Frevel, der bestraft werden müsse. Noch Kepler war der wahre Verfasser bekannt; später geriet dies jedoch in Vergessenheit und Astronomen ab dem 17. Jahrhundert sahen dies als Zeichen der Zaghaftigkeit von Kopernikus, der in seiner eigentlichen Einleitung zu seinem Hauptwerk in der oben zitierten Stelle allerdings im Gegenteil vom Papst Schutz gegen lästige, wissenschaftlich ungebildete Kritiker erbat.
Seitens der katholischen Kirche vertrat der Dominikaner Giovanni Maria Tolosani (1470/1–1549) die Auffassung, Kopernikus’ Ansichten widersprächen der Bibel und seien daher häretisch. Der spanische Augustinianer Diego de Zuñiga (1536–1598?) legte 1584 in seinem Hiob-Kommentar In Job Commentaria dar, dass bestimmte Textstellen nur mit der Annahme einer bewegten Erde einen Sinn ergäben. In der 1597 erschienenen Schrift Philosophia Prima Pars war er jedoch von der Unmöglichkeit einer bewegten Erde überzeugt. Die Amtskirche wurde aber zunächst nicht tätig.
Erst als Galileo Galilei für das heliozentrische Weltbild eintrat, beschäftigte sich die Inquisition unter der Leitung von Robert Bellarmin mit dem Werk. Dieser hielt es für gefährlich, den menschlichen Verstand über die göttliche Macht und den Wortlaut der Bibel zu stellen, solange nicht bewiesen sei, dass die Bibel falsch liege. Es war jedoch ein 1615 veröffentlichter Brief des karmelitischen Theologen Paolo Antonio Foscarini (1565–1616), in dem dieser Kopernikus’ Weltbild mit den Ansichten der Kirche zu vereinbaren versuchte, der dazu führte, dass De revolutionibus orbium coelestium in einem Dekret vom 5. März 1616 von der Indexkongregation suspendiert wurde. Im Jahr 1620 forderte die Indexkongregation zwölf Korrekturen an dem Werk, in dem Sinne, dass der Hypothesencharakter der Theorie betont wurde. Wenn diese Korrekturen gemacht wurden, war die Verwendung des Werkes aber weiterhin erlaubt. Dieses Gebot wirkte sich vor allem in Italien aus, Bibliotheken nördlich der Alpen ließen ihre Kopien meist unverändert. Viele Astronomen Italiens – u. a. Clavius und Riccioli – favorisierten das neuere Tychonische Weltmodell, in dem sich die von Planeten umkreiste Sonne um die Erde bewegt.

### Moderne Rezeption
Am 11. September 1822 entschied die Kongregation für die Glaubenslehre „daß die Drucklegung und Veröffentlichung von Werken, welche über die Bewegung der Erde und das Stillstehen der Sonne nach der gemeinsamen Meinung der modernen Astronomen handle, in Rom gestattet sei“.  Papst Pius VII. ratifizierte vierzehn Tage später diesen Beschluss. Aus der Liste der verbotenen Bücher verschwand De revolutionibus orbium coelestium erst mit der Neuauflage der Liste im Jahr 1835.
Im 19. Jahrhundert stieg das historische Interesse an Kopernikus’ Wirken. 1854 erschien in Warschau eine auf Staatskosten herausgegebene Prachtausgabe mit paralleler polnischer Übersetzung des Hauptwerkes, einiger Briefe und anderer Werke, sowie dem echten Vorwort von Copernicus, das dem Manuskript entnommen wurde. Zu den Vorarbeiten der polnischen Übersetzung entstand auch der Name Mikołaj Kopernik. In einer Rezension wird dieses Vorwort ins Deutsche übersetzt und das Gesamtwerk gelobt, jedoch wird kritisiert, der Verfasser der Vorrede wolle „den Kopernikus ganz und gar den Polen vindizieren“ (in Anspruch nehmen). Auch wurde das Torinensis im Titel der Originalausgabe in Torunensis abgeändert, dem modernen polnischen Namen der Stadt Thorn entsprechend. Der dortige Coppernicus-Verein wählte Thorunensis im Titel der zum 400. Geburtstag 1873 veröffentlichten redigierten lateinischen Ausgabe, bei der erstmals das Originalmanuskript berücksichtigt wurde. Die erste vollständige deutsche Übersetzung wurde 1879 von Karl Ludolf Menzzer erarbeitet.
Rheticus hatte als Basis für den Druck nur eine Abschrift zur Verfügung gehabt. Das Originalmanuskript hatte Kopernikus an Tiedemann Giese vererbt. Von diesem gelangte es an Rheticus. Valentin Otho brachte es nach Heidelberg, dort signierte es Jakob Christmann, und Comenius erwarb es 1614. Nach den Wirren des Dreißigjährigen Kriegs lag es in der Bibliothek der Grafen von Nostitz-Rieneck in Prag. Im 19. Jahrhundert wurde es ausgewertet, insbesondere das Original-Vorwort wurde extrahiert. Nach der Verstaatlichung dieser Bibliothek kam es von 1945 bis 1956 zunächst in die staatliche Museumsbibliothek, nach Beilegung tschechisch-polnischer Differenzen übereignete die Tschechoslowakei 1956 das Manuskript an den polnischen Staat, der es seither in der Jagiellonischen Bibliothek in Krakau aufbewahrt, wo Kopernikus einst an der Krakauer Akademie studiert hatte.
1999 wurde das Originalmanuskript in die Liste des UNESCO-Weltdokumentenerbes aufgenommen.
Ein Exemplar der Erstausgabe des Buches wurde 2008 bei Christie’s in New York für 2,2 Mio. US-Dollar versteigert. Es gilt somit als eines der teuersten und wertvollsten Bücher.

### Moderne deutsche Ausgaben
- Nicolaus Copernicus: Über die Kreisbewegungen der Weltkörper. Akademie Verlag, Berlin 1959. (Deutsche Übersetzung des ersten Buches mit Anmerkungen von A. Birkenmajer)
- Nicolaus Copernicus. Das neue Weltbild, Felix-Meiner-Verlag, Hamburg 1990 (Lateinischer Text des ersten Buches mit deutscher Übersetzung und Anmerkungen von H. G. Zekl, enthält weiterhin den Commentariolus und den Brief gegen Werner)
- Menso Folkerts (Hrsg.): Nicolaus Copernicus Gesamtausgabe. Band III/3: De Revolutionibus. Die erste deutsche Übersetzung in der Grazer Handschrift. Kritische Edition. bearb. von Andreas Kühne, Jürgen Hamel. De Gruyter, Berlin 2007, ISBN 978-3-05-004355-5.

### Ältere deutsche Ausgaben
- Nicolaus Coppernicus aus Thorn : Über die Kreisbewegungen der Weltkörper. Übersetzt und mit Anmerkungen versehen von Dr. C. L. Menzzer. Thorn 1879.

### Zur Rezeption
- Owen Gingerich: An annotated census of Copernicus’ De revolutionibus (Nuremberg, 1543 and Basel, 1566), Brill, Leiden u. a. 2002. ISBN 90-04-11466-1
- Owen Gingerich: The Book Nobody Read. Chasing the Revolutions of Nicolaus Copernicus, Walker, New York 2004. ISBN 0-8027-1415-3
- Jürgen Hamel: Nicolaus Copernicus. Leben, Werk und Wirkung, Spektrum Akademischer Verlag, Heidelberg/Berlin/Oxford 1994. ISBN 3-86025-307-7
- Thomas S. Kuhn: Die Kopernikanische Revolution, Vieweg, Braunschweig u. a. 1981, ISBN 3-528-08433-2
- N. M. Swerdlow, Otto Neugebauer: Mathematical astronomy in Copernicus’s De revolutionibus, 2 Teile, Springer, New York 1984. ISBN 0-387-90939-7
- Rienk Vermij: The Calvinist Copernicans. The Reception of the New Astronomy in the Dutch Republic, 1575–1750, Koninklijke Nederlandse Akademie van Wetenschappen, Amsterdam 2002. ISBN 90-6984-340-4
- Ernst Zinner: Entstehung und Ausbreitung der copernicanischen Lehre. 2. Auflage, durchgesehen und ergänzt von Heribert M. Nobis und Felix Schmeidler. C. H. Beck, München 1988, ISBN 3-406-32049-X

## Belege und Anmerkungen
1. ↑  Spätlateinisch revolutio „Umdrehung“, wörtlich „das Zurückwälzen“; zuerst Fachwort in der Astronomie: Umlaufbahn
2. ↑  J. Hamel: Nicolaus Copernicus, Spektrum Akademischer Verlag 1994, S. 246.
3. ↑  Copernicus's Book University of Cambridge, Department of History and Philosophy of Science
4. ↑  Owen Gingerich lokalisierte sämtliche noch erhaltenen Ausgaben und schrieb darüber sein Buch The Book Nobody Read : Chasing the Revolutions of Nicolaus Copernicus. New York, Walker 2004
5. ↑  Universitätsbibliothek Graz, Handschriftenkatalog, Katalogisat Nr. 560 (Memento vom 4. März 2016 im Internet Archive)
6. ↑  Nicolaus Copernicus Gesamtausgabe: De revolutionibus: die erste deutsche Übersetzung in der Grazer Handschrift
7. ↑  Jürgen Hamel: Die astronomischen Forschungen in Kassel unter Wilhelm IV. Mit einer wissenschaftlichen Teiledition der Übersetzung des Hauptwerkes von Copernicus 1586 (Acta Historica Astronomiae; Vol. 2). Thun, Frankfurt am Main: Harri Deutsch Verlag 1998; 2., korr. Aufl. 2002, 175 S., ISBN 3-8171-1569-5 (1. Aufl.), 3-8171-1690-X (2. Aufl.), Inhalt: HTML PDF
8. ↑  „Ich bin wenigstens der Ansicht, dass die Schwere nichts Anderes ist, als ein von der göttlichen Vorsehung des Weltenmeisters den Theilen eingepflanztes, natürliches Streben, vermöge dessen sie dadurch, dass sie sich zur Form einer Kugel zusammenschliessen, ihre Einheit und Ganzheit bilden.“, siehe auch Fußnote dazu in: Über die Kreisbewegungen der Weltkörper. 1879
9. ↑  Thomas Kuhn: Die Kopernikanische Revolution, Vieweg 1981, S. 175 fasst zusammen: Das kopernikanische System ist weder einfacher noch genauer als das ptolemäische, und seine Methoden scheinen genauso wenig eine einzige konsistente Lösung des Planetenproblems liefern zu können wie die ptolemäischen Methoden
10. ↑  Jürgen Hamel, Thomas Posch (Hrsg.): Über die Umschwünge der himmlischen Kreise. Band 300 von Ostwalds Klassiker der exakten Wissenschaften, Harri Deutsch Verlag, 2008, ISBN 978-3-8171-3300-0, S. 51.
11. ↑  Jürgen Hamel, Thomas Posch (Hrsg.): Über die Umschwünge der himmlischen Kreise. Band 300 von Ostwalds Klassiker der exakten Wissenschaften, Harri Deutsch Verlag, 2008, ISBN 978-3-8171-3300-0, S. 19.
12. ↑  Gingerich spricht in diesem Zusammenhang speziell von einer besseren Vorhersage der Konjunktion von Jupiter und Saturn 1563, die die Aufmerksamkeit der Zeitgenossen in Anspruch nahm. Sowohl Brahe (in einer Stellungnahme zu fehlerhaften Vorhersagen aus beiden Tafeln für den Zeitpunkt der Tagundnachtgleiche 1588 für den Herzog von Mecklenburg, Dreyer Brahe, Edinburgh 1890, S. 155) und Kepler äußerten sich allerdings abwertend zu beiden Tafeln. Gestützt auf das viel genauere Beobachtungsmaterial, das Brahe in jahrzehntelanger Arbeit erstellt hatte, meinte Kepler 1610, ein Astronom, der sich auf die alten Tafeln verließe, müsse ein schlechter Beobachter sein (J. Hamel, Kopernikus, S. 259).
13. ↑  Kopernikus war auch vom Vatikan (Paul von Middelburg) zu einer Stellungnahme aufgefordert worden, die er auch um 1516 in dem Sinn abgab, dass weitere Forschungsarbeiten nötig wären (J. Hamel, Kopernikus, S. 149). Er kommt auch in seinem Hauptwerk darauf zu sprechen.
14. ↑  „Der Narr will die Ganze Kunst Astronomie umkehren! Aber wie die Heilige Schrift anzeigt, so hiess Josua die Sonne stillstehen und nicht das Erdreich“, zitiert nach: Luthers Tischreden, Herausgeber J. G. Walch, Bd. 22, Halle 1743, S. 2260, entsprechend der ältesten Aurifaber-Ausgabe, Eisleben 1566. In der Weimarer Ausgabe von 1916 wird eine etwas andere Version gebracht, die auf den Tagebuchaufzeichnungen des „Ohrenzeugen“ Lauterbach beruht und in der nur von jenem Astrologen die Rede ist (die Texte sind teilweise lateinisch). Im 19. Jahrhundert wurde im Rahmen des preußischen Kulturkampfs dies von katholischer Seite benutzt, um Luther als Gegner der Kopernikanischen Lehre hinzustellen. Luther äußert sich aber in seinem Werk an keiner Stelle sonst, und hier auch nur nebenbei ohne Namensnennung, zu Kopernikus. Andreas Kleinert spricht deshalb von einer „handgreiflichen Geschichtslüge“. Andreas Kleinert: Eine handgreifliche Geschichtslüge. Wie Martin Luther zum Gegner des copernicanischen Weltsystems gemacht wurde. In: Berichte zur Wissenschaftsgeschichte. Band 26 (2003), 2, Seiten 101–111 (doi:10.1002/bewi.200390032).
15. ↑  Westman The Melanchthon circle, Rheticus and the Wittenberg interpretation of the copernican theory, Isis, Bd. 66, 1975, S. 165
16. ↑  Victor Navarro Brotons: The Reception of Copernicus in Sixteenth-Century Spain: The Case of Diego de Zuniga. In: Isis. Band 86, Nummer 1, 1995, S. 52–78.
17. ↑  Lettera sopra l’opinione de’ pittagorici, e del Copernico, della mobilità della terra e stabilità del sole. Lazaro Scoriggio, Neapel 1615.
18. ↑  Maurice A. Finocchiaro: The Galileo Affair: A documentary History. University of California Press, 1989, ISBN 0-520-06662-6, S. 148–150.
19. ↑  Felix Schmeidler: Kommentar zu „De revolutionibus“. In: Heribert M. Nobis, Menso Folkerts (Hrsg.): Nicolaus Copernicus Gesamtausgabe. Band 3, Teil 1, Akademie Verlag, Berlin 1998, ISBN 3-05-003123-9, S. 186–187.
20. ↑  J. Hamel, Nicolaus Copernicus, Spektrum Akademischer Verlag 1994, S. 279 ff.
21. ↑  Karl von Gebler: Galileo Galilei und die römische Curie. J. F. Cotta’sche Verlagsbuchhandlung, Stuttgart 1876, S. 380 (online)
22. ↑  Eine neue Ausgabe der Werke des Kopernikus, in: Unterhaltungen im Gebiete der Astronomie, Geographie und Meteorologie, No. 25, Mittwoch, 24. Juni 1857, S. 185 ff.
23. ↑  Vindizieren (lat.), etwas für sich oder einen andern in Anspruch nehmen, die Herausgabe einer Sache verlangen. – Meyers Großes Konversations-Lexikon, Band 20. Leipzig 1909, S. 176.
24. ↑  unesco.org, abgerufen am 10. Februar 2012
25. ↑  Kopernikus: Altes neues Weltbild versteigert, Focus online, 18. Juni 2008, abgerufen am 28. November 2013